# Försvarsmaktens reservofficersmedalj
Försvarsmaktens reservofficersmedalj är en medalj som sedan 2002 utdelas av den svenska Försvarsmakten till reservofficerare. Medaljen finns i både guld och silver och bärs på bröstet i ett gult band med blå rand. Åtsidan visar Försvarsmaktens heraldiska vapen och texten "FÖR RIKETS FÖRSVAR". Utförandet är identiskt med Försvarsmaktens grundutbildningsmedalj, som dock bara delades ut i silver och i annat band.

## Versioner
Medaljen finns i två versioner:
- i guld (FMresoffGM), som tilldelas efter minst 20 års anställning, och
- i silver (FMresoffSM), som tilldelas efter avlagd yrkesofficers- eller reservofficersexamen och fullgjort anställningsavtal med godkända vitsord.[4]